# Altrix trifolium
Altrix trifolium là một loài ốc biển, là động vật thân mềm chân bụng sống ở biển thuộc họ Fissurellidae.